# 弗雷德·拉库尔
弗雷德·拉库尔（英語：Fred LaCour，1938年2月7日—1972年8月5日），美国NBA联盟前职业篮球运动员。他在1960年的NBA选秀中第3轮第6顺位被圣路易斯鹰选中。